# Astoria (Oregon)
Astoria az Amerikai Egyesült Államok északnyugati részén, Oregon állam Clatsop megyéjében, a Columbia-folyó torkolatánál helyezkedik el, egyben a megye székhelye is. A 2010. évi népszámláláskor 9477 lakosa volt. A város területe 26,18 km², melyből 10,23 km² vízi.
A város John Jacob Astor befektetőről kapta nevét. Szőrmekereskedelemmel foglalkozó cége, az American Fur Company alapította az Astoria-erődöt 1811-ben. Astoria 1876. október 20-án kapott városi rangot. Astoria a nyugati part első állandó települése, illetve postahivatala első a Sziklás-hegységtől nyugatra.
A város a Columbia folyó déli partján található; itt található a mélyvízi astoriai kikötő. A várost a külvilággal az Astoriai regionális repülőtér, a 30-as és 101-es utak, valamint a Washington államban végződő Astoria–Megler híd kötik össze.

## Történet

### 19. század
A Lewis–Clark-expedíció az 1805–1806-os telet a város mellett, a Clatsop erődben töltötte. Az erőd a mai Astoria délnyugati részén állt. A felfedezők reménykedtek, hogy egy hajó felveszi, és hazaviszi őket keletre, de ehelyett kénytelenek voltak szembenézni a kemény, esős és csapadékos téllel; végül ugyanazon úton jutottak haza, amerről jöttek. Az erődnek felépítették egy másolatát, ami ma egy kiállítás és park.

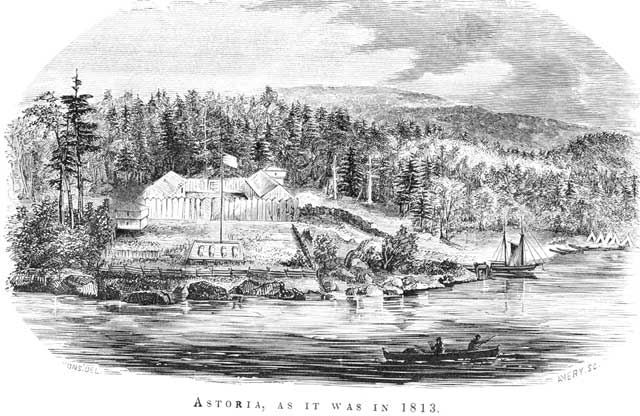
Gabriel Franchère 1813-as rajza a Fort Astoriáról

1811-ben a brit felfedező, David Thompson volt az első, aki teljes hosszában végighajózta a Columbia folyót, és a folyó torkolatánál elérte az akkor félkész Astoria-erődöt. Két hónappal a Pacific Fur Company hajója, a Tonquin után érkezett. Az erődöt a hajó személyzete építette, így inkább mutatott amerikai, mint brit jegyeket. A későbbi, amerikaiak és európaiak közötti területi vitában előbbiek magukénak vallották a területet.
A John Jacob Astor cége, az American Fur Company leányvállalata volt a Pacific Fur Company. A céget kifejezetten oregoni szőrmekereskedelemre hozták létre. Az 1812-ben kezdődött brit-amerikai háború során 1813-ban a céget eladták a kanadai riválisnak, a North West Companynek. A szőrmekereskedelem egészen az 1840-es évekig brit fennhatóság alatt maradt, egészen addig, amíg az oregoni ösvényen meg nem érkeztek az új telepesek. Az 1818-as egyezmény rendezte a Nagy-Britannia és a betelepülők közötti területi vitákat. Az 1846-os Oregoni Egyezmény az állam határát a 49. hosszúsági fok mentén állapította meg; a Vancouver-sziget déli részét pedig a britek kapták meg.
John Jacob Astor felkérte az Európában is ismert írót, Washington Irvinget, hogy írjon pozitív kicsengésű könyvet cége hároméves tündökléséről. Az 1835-ben megjelent Astoria írása idején Irving Astor vendége volt. A könyv megszilárdította a köztudatban a környék fontosságát. Az író szavaival élve a szőrmekereskedők „a vadon Szindbádjai voltak”, és tevékenységük a gazdaság nyugati partra és a középső területekre való kiterjesztésében fontos megálló volt.

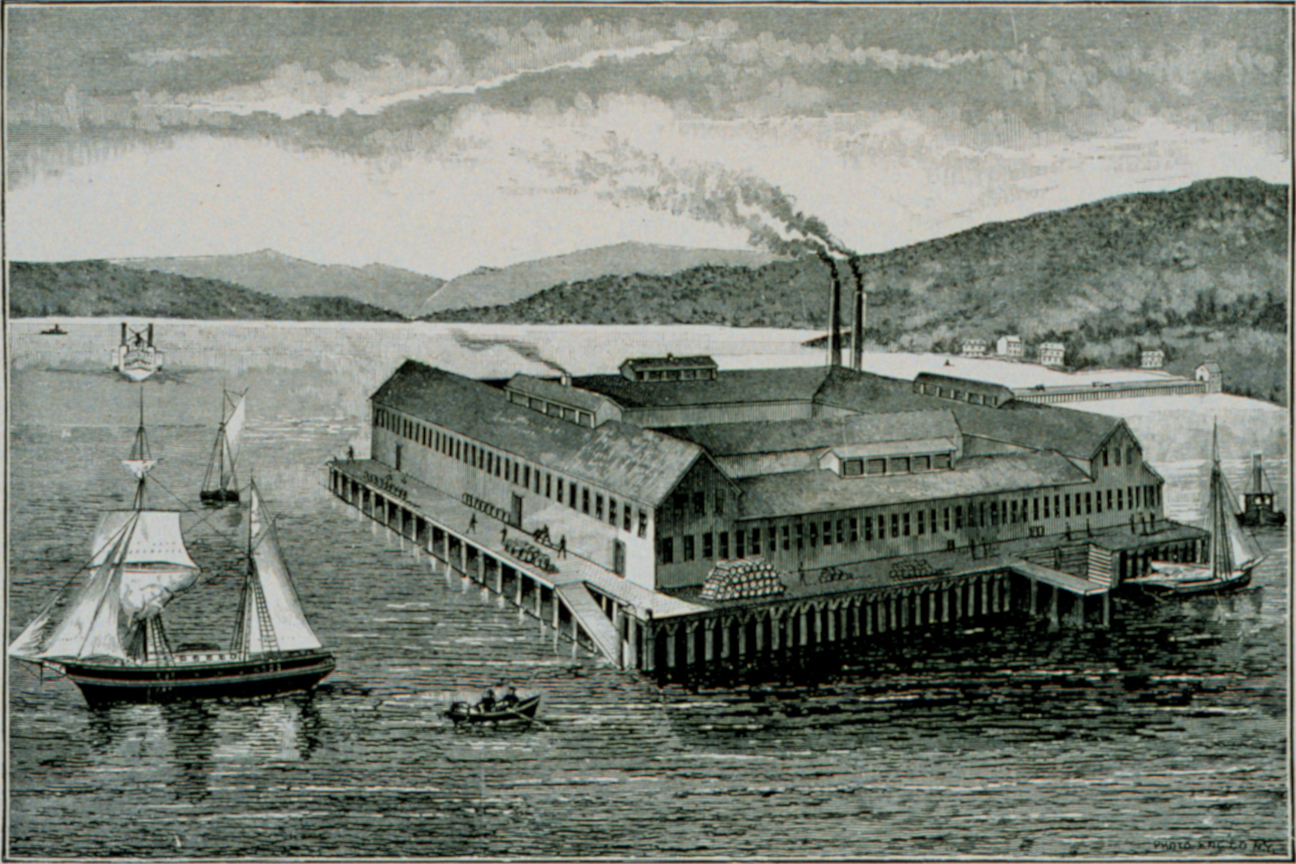
Lazacfeldolgozó

Ahogy az Oregoni Területre egyre több amerikai költözött, Astoria kikötővárossá vált; a Columbia folyó jó kapcsolatot nyújtott a belsőbb részekkel. 1847-ben itt nyílt meg az első postahivatal a Sziklás-hegységtől nyugatra, 1876-ban pedig Oregon hivatalosan is az USA tagállamává vált.
A 19. században sok bevándorló érkezett a városba; főként finnek és kínaiak. Előbbiek az egykor a mai Astoria–Megler híd környékén fekvő Uniontownban éltek és főképp halászattal foglalkoztak, míg a kínaiak a lazacfeldolgozó üzemekben helyezkedtek el, és vagy a belvárosban, vagy a feldolgozók környékén felhúzott viskókban éltek. Az 1800-as évek végén Astoria lakosságának 22%-a kínai volt.

### 20. és 21. század
Két tűz is pusztított a belvárosban: 1883-ban és 1922-ben. A tűz részben a mocsaras talajra épített, cölöpökön álló faházak miatt terjedhetett gyorsan. Az első tűzeset után ugyanilyen házak épültek; a másodiknál az összedőlő házak tönkretették a vízvezeték-rendszert, így kevesebb lehetőség volt az oltásra; a lakók ezért dinamittal felrobbantották saját házaikat, így akadályozva a tűz terjedését.

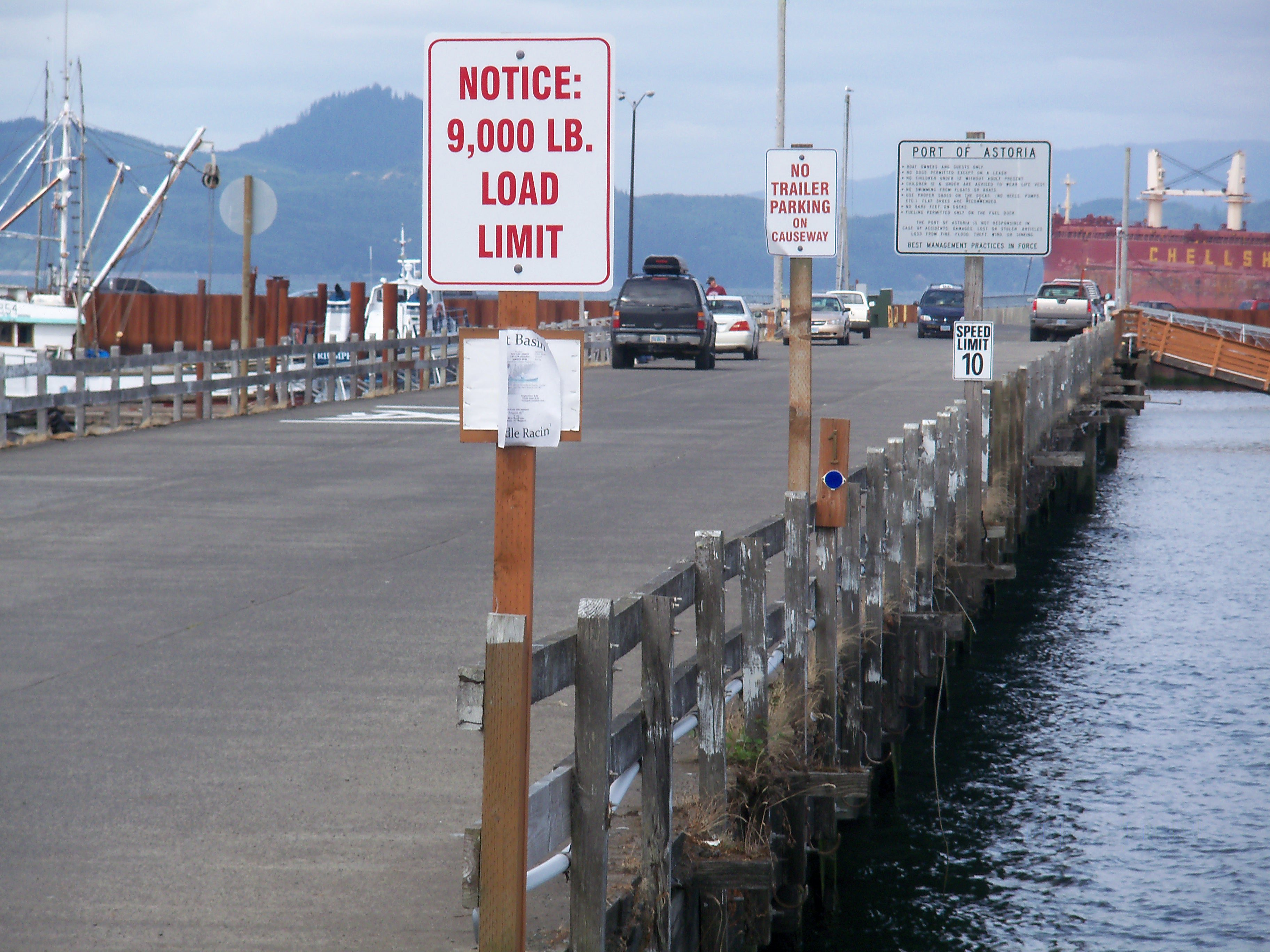
Astoria kikötője

Astoria több mint száz évig az egyik bejáratot jelentette az USA felé; habár Portland és Seattle háttérbe szorította, az Alsó-Columbia-medencében kereskedelmi központ jellege megmaradt. Gazdasága főként a halászaton és faiparon alapul. 1945-ben a Columbia folyó mentén 30 konzervgyár volt. 1974-ben a Bumblebee Seafood székhelyét a városon kívül helyezte, és helyi üzemeit leépítette; 1980-ban utolsó astoriai gyárát is bezárta. A faipar is hasonló képet mutat: a legnagyobb helyi foglalkoztató, rétegelt lemezzel foglalkozó üzem 1989-ben zárt be. A Burlington Northern–Santa Fe Railway 1996 óta nem közlekedtet ide vonatokat.

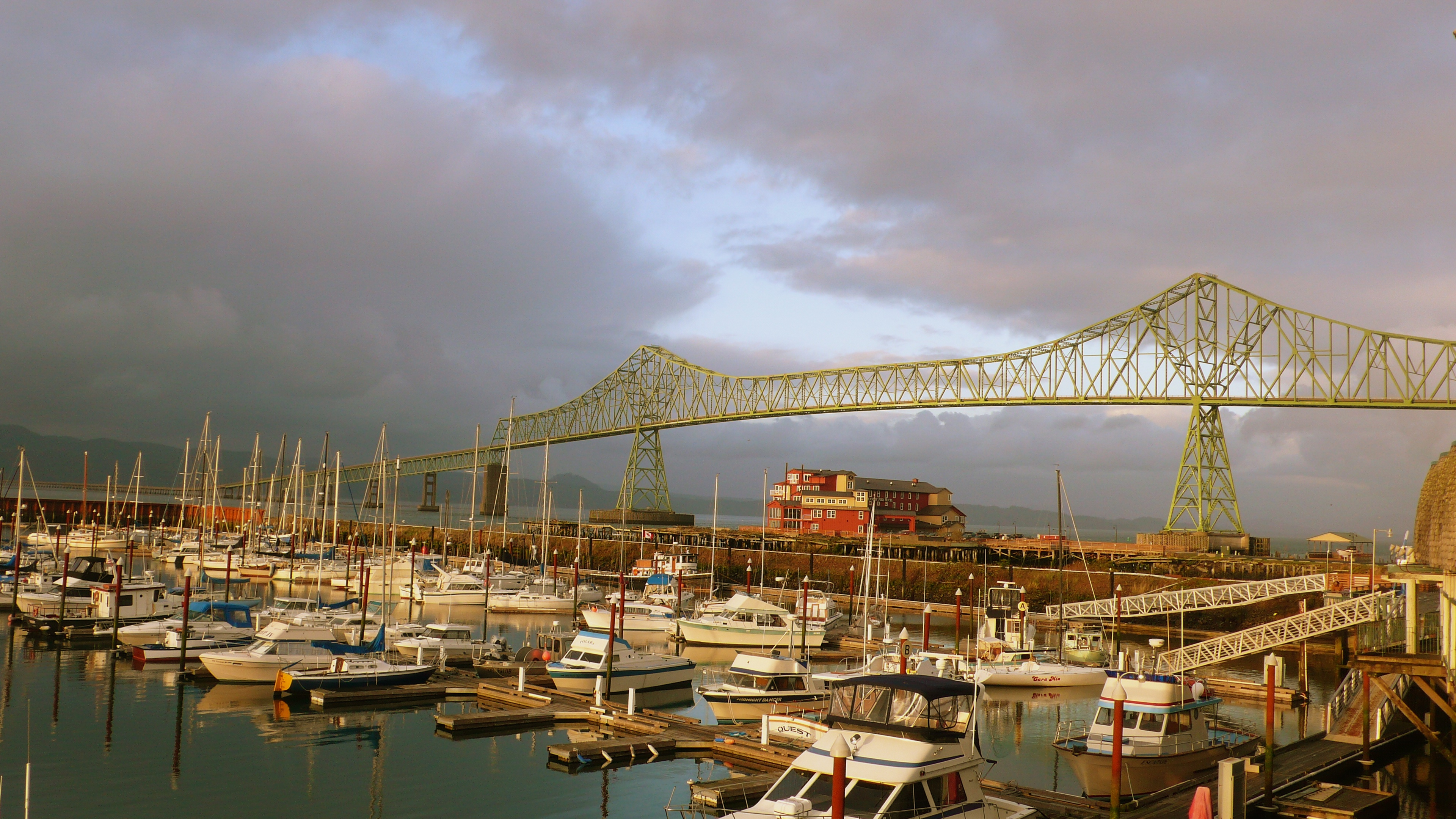
Az Astoria–Megler híd

1921-től 1966-ig, az Astoria–Megler híd megnyitásáig a várost komp kötötte össze a washingtoni Pacific megyével. A híd volt a 101-es út utolsó, még hiányzó szakasza.
Manapság a város a turizmusból, a művészetből és a könnyűiparból él. Ugyan a halászat és faipar még létezik, sokkal kevésbé van jelen, mint korábban. Egy tízmillió dolláros fejlesztést követően 1982-től a kikötő óceánjárókat is tud fogadni. A 2009-es influenzapandémia során számos hajó Astoria kikötőjébe érkezett Mexikó helyett. A The World hajó 2009 júniusában járt itt. A városban évtizedekig népszerű volt a sporthorgászat, viszont manapság inkább a látnivalókért jönnek. A város népszerűségének növelésében a heti piac és a kiskocsmák is segítenek.

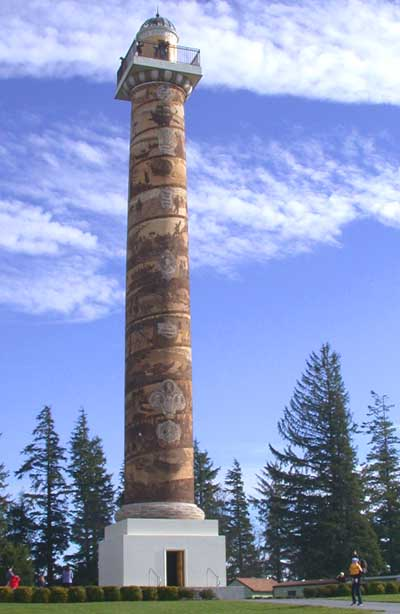
Az Astoria Column

A Fort Clatsop mellett az Astoria Column is népszerű látnivaló; a Coxcomb-hegy tetejére épült torony 38 méter magas, és belátható róla a város, a környék és a Columbia-folyó Csendes-óceánba ömlő vége is. 1926-ban épült a Great Northern Railway és a város névadója, John Jacob Astor dédunokája, Vincent Astor segítségének köszönhetően; ő dédapja szerepe előtti megemlékezése miatt adakozott.
1998 óta a Fisher Poets Gathering az alaszkai és nyugati parti horgászok kedvenc találkozóhelye, ahol saját verseiket osztják meg.
A város a TransAmerica biciklis ösvény nyugati vége; a 6 840 km hosszú útvonalat 1976-ban hozta létre az Adventure Cycling Association.
A helyi kikötő három őrhajó (Steadfast, Alert, Fir) otthona.

## Éghajlat
Astoria éghajlata mediterrán (Köppen-skála szerint Csb), enyhe hőmérsékleti értékekkel. A telek ezen a szélességi fokon szintén enyhék (éjszaka is fagypont fölötti hőmérséklettel) és csapadékosak. A nyarak hűvösek, habár néha egy-egy hőhullám előfordulhat. Esőzések leggyakrabban késő ősszel és télen jelentkeznek, az évente lehulló csapadékmennyiség körülbelül 1700 mm. A legszárazabb évszakok július és augusztus. A havazás ritka, de néha jelentősebb mennyiség is lehullhat.
Astoria a louisianai Lake Charles és a texasi Port Arthur mellett az USA legmagasabb páratartalmú városa (nyáron 89% reggelente és 73% délutánonként).
Évente átlagosan 4,2 nap van melegebb 27 °C-nál, a 32 °C vagy magasabb pedig ennél is ritkább. Évente 1-2 nap melegebb az éjszaka 16 °C-nál. Átlagosan 31 nap van fagypont alatt a hőmérséklet. A melegrekord 1942. július 1-jén dőlt meg 38 °C-kal, a hidegrekord pedig 1972. december 8-án és 1990. december 21-én -14 °C-kal.
Évente 191 nap hull számottevő csapadékmennyiség. A legcsapadékosabb év 1950 volt 2879 mm-rel, a legszárazabb pedig 1985 1056 mm-rel. A legcsapadékosabb hónap 1933 decembere volt, amikor 916 mm hullt. A legcsapadékosabb nap 1998. november 25-e volt, amikor 24 óra alatt 141 mm csapadék esett. A legtöbb hó 1950 januárjában (680 mm) esett; az egy nap alatti maximum 320 mm volt (1922. december 11.).
| Hónap                                            | Jan.  | Feb.  | Már. | Ápr. | Máj. | Jún. | Júl. | Aug. | Szep. | Okt. | Nov. | Dec.  | Év    |
| ------------------------------------------------ | ----- | ----- | ---- | ---- | ---- | ---- | ---- | ---- | ----- | ---- | ---- | ----- | ----- |
| Rekord max. hőmérséklet (°C)                     | 21,0  | 24,0  | 27,0 | 28,0 | 34,0 | 37,0 | 38,0 | 37,0 | 35,0  | 29,0 | 23,0 | 19,0  | 38,0  |
| Átlagos max. hőmérséklet (°C)                    | 9,9   | 10,9  | 12,1 | 13,6 | 15,8 | 17,7 | 19,7 | 20,4 | 19,8  | 16,1 | 11,9 | 9,3   | 14,8  |
| Átlaghőmérséklet (°C)                            | 6,6   | 6,9   | 8,0  | 9,3  | 11,7 | 13,9 | 15,7 | 16,1 | 14,8  | 11,5 | 8,2  | 6,0   | 10,7  |
| Átlagos min. hőmérséklet (°C)                    | 3,2   | 2,9   | 3,8  | 5,0  | 7,6  | 10,0 | 11,7 | 11,7 | 9,7   | 6,8  | 4,5  | 2,6   | 6,6   |
| Rekord min. hőmérséklet (°C)                     | −12,0 | −13,0 | −6,0 | −4,0 | −2,0 | 0,0  | 3,0  | 1,0  | 1,0   | −3,0 | −9,0 | −14,0 | −14,0 |
| Átl. csapadékmennyiség (mm)                      | 259   | 183   | 190  | 132  | 84   | 65   | 26   | 30   | 54    | 152  | 283  | 251   | 1709  |
| Forrás: Nemzeti Óceán- és Légkörkutatási Hivatal |       |       |      |      |      |      |      |      |       |      |      |       |       |

## Népesség

### 2010
A 2010-es népszámláláskor a városnak 9477 lakója, 4288 háztartása és 2274 családja volt. A népsűrűség 594 fő/km². A lakóegységek száma 4980, sűrűségük 312,1 db/km². A lakosok 89,2%-a fehér, 0,6%-a afroamerikai, 1,1%-a indián, 1,8%-a ázsiai, 0,1%-a a csendes-óceáni szigetekről származik, 3,9%-a egyéb-, 3,3% pedig kettő vagy több etnikumú. A spanyol vagy latino származásúak aránya 9,8% (8,1% mexikói, 0,3% Puerto Ricó-i, 0,1% kubai, 1,4% pedig egyéb spanyol/latino származású).
A háztartások 24,6%-ában élt 18 évnél fiatalabb. 37,9% házas, 10,8% egyedülálló nő, 4,3% pedig egyedülálló férfi; 28,347% pedig nem család. 38,8% egyedül élt; 15,1%-uk 65 éves vagy idősebb. Egy háztartásban átlagosan 2,15 személy élt; a családok átlagmérete 2,86 fő.
A medián életkor 41,9 év volt. A város lakóinak 20,3%-a 18 évesnél fiatalabb, 8,6% 18 és 24 év közötti, 24,3%-uk 25 és 44 év közötti, 29,9%-uk 45 és 64 év közötti, 17,1%-uk pedig 65 éves vagy idősebb. A lakosok 48,4%-a férfi, 51,6%-uk pedig nő.

### 2000
A 2000-es népszámláláskor a városnak 9813 lakója, 4235 háztartása és 2469 családja volt. A népsűrűség 617,1 fő/km². A lakóegységek száma 4858, sűrűségük 305,5 db/km². A lakosok 91,08%-a fehér, 0,52%-a afroamerikai, 1,14%-a indián, 1,94%-a ázsiai, 0,19%-a Csendes-óceáni szigetekről származik, 2,67%-a egyéb-, 2,46% pedig kettő vagy több etnikumú. A spanyol vagy latino származásúak aránya 5,98% (4,6% mexikói, 0,2% Puerto Ricó-i, 1,2% pedig egyéb spanyol/latino származású).
A háztartások 28,8%-ában élt 18 évnél fiatalabb. 42,5% házas, 11,2% egyedülálló nő; 41,7% pedig nem család. 35,4% egyedül élt; 13,6%-uk 65 éves vagy idősebb. Egy háztartásban átlagosan 2,26 személy élt; a családok átlagmérete 2,93 fő.
A város lakóinak 24%-a 18 évnél fiatalabb, 9,1%-a 18 és 24 év közötti, 26,4%-a 25 és 44 év közötti, 24,5%-a 45 és 64 év közötti, 15,9%-a pedig 65 éves vagy idősebb. A medián életkor 38 év volt. Minden 100 nőre 92,3 férfi jut; a 18 évnél idősebb nőknél ez az arány 89,9.
A háztartások medián bevétele 33 011 amerikai dollár, ez az érték családoknál $41 446. A férfiak medián keresete $29 813, míg a nőké $22 121. A város egy főre jutó bevétele (PCI) $18 759. A családok 11,6%-a, a teljes népesség 15,9%-a élt létminimum alatt; a 18 év alattiaknál ez a szám 22%, a 65 évnél idősebbeknél pedig 9,6%.

## Városvezetés
Astoria a városkezelési feladatok ellátására egy menedzsert alkalmaz. A választók a polgármestert és a négy képviselőt négy évre választják. A város polgármestere a 2015. január 5-én hivatalba lépett Arline LaMear. Elődje, Willis Van Dusen 1991 óta, 24 éven át volt a város vezetője.

## Oktatás
Az Astoriai Iskolakerületnek három általános (Gray-, Astor Elementary School és Lewis and Clark School), egy középiskolája (Astoria Middle School), valamint egy gimnáziuma (Astoria High School) van; ezenkívül a városban található a saját könyvtárral és sok parkkal rendelkező Clatsop Közösségi Főiskola, valamint a Tongue Point Job Corps, mely ingyenes képzésekre szakosodott.

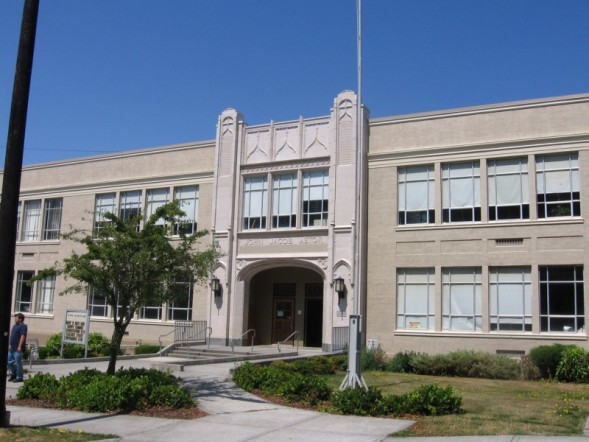
Astor Elementary School
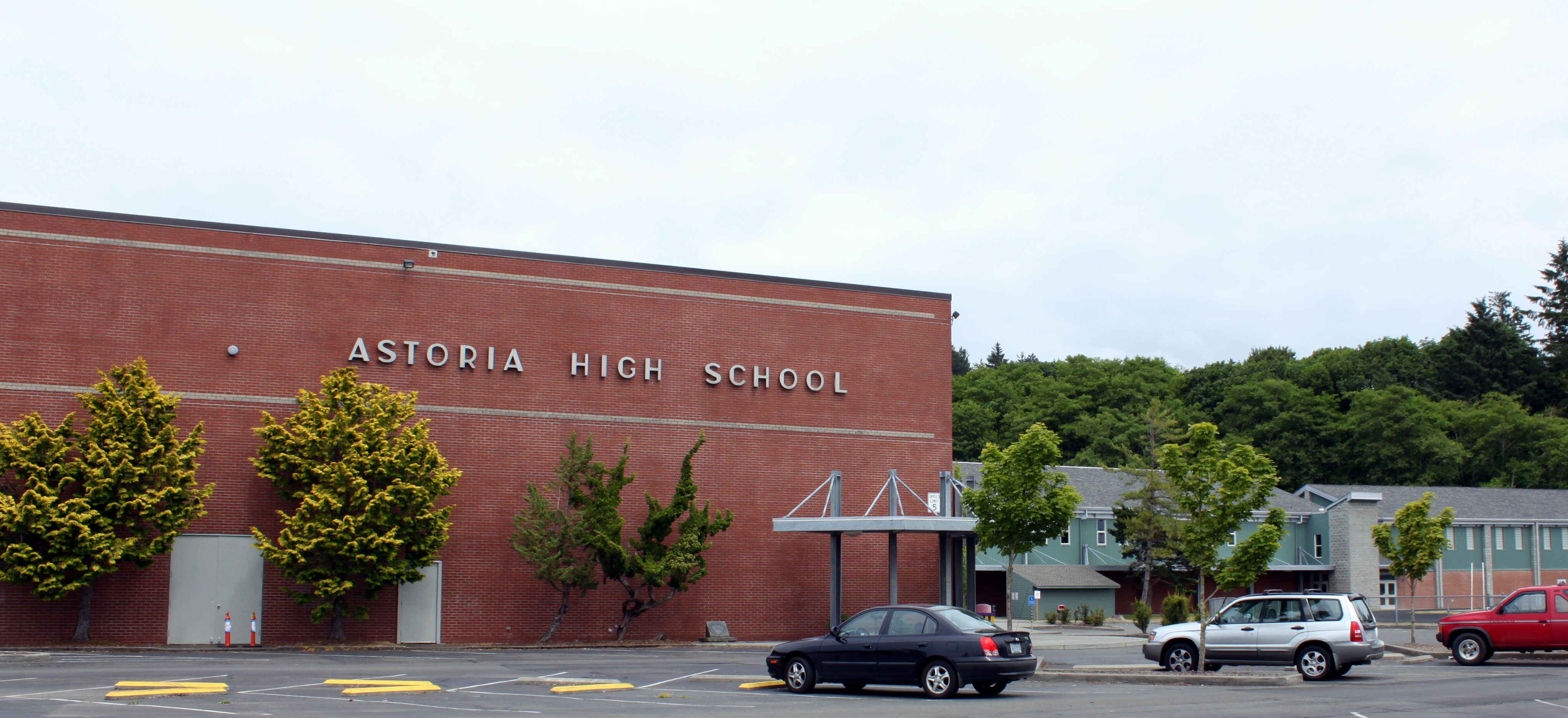
Astoria High School
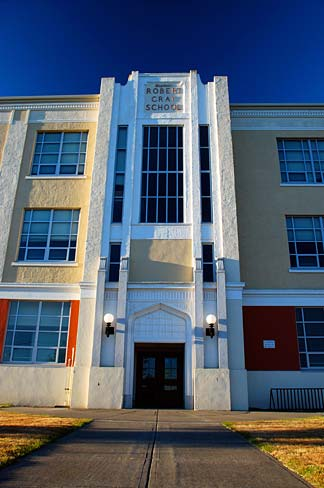
Gray Elementary School

## Média
A város napilapja az 1873-ban alapított The Daily Astorian. Helyben elérhető még a Coast River Business Journal, mely egy Astoriát, Clatsop megyét és Északnyugat-Oregont lefedő üzleti havilap. Mindkét újság az EO Media Group Oregont és Washingtont lefedő csoportjának tagja.
Astoriát két rádióadó szolgálja ki: a KMUN 91,9 Mhz közrádió, és a híreket és beszélgetős műsorokat sugárzó KAST 1370 KHz.

### A tömegkultúrában
Astoriában 1984 óta minden évben előadják a város történetéről szóló Shanghaied in Astoria musicalt.
Itt forgatták az 1985-ös Kincsvadászok című filmet. Számos más filmnek is a város adott helyet, ezek a következők: Rövidzárlat, Fekete Villám: A fekete táltos, Ovizsaru, Szabadítsátok ki Willyt!, Szabadítsátok ki Willyt! 2., Tini nindzsa teknőcök 3.: Kiből lesz a szamuráj?, Benji, az üldözött, A kör 2., Út a vadonba, Hullámtörők és Cthulhu.
A kora '60-as években forgott Route 66 sorozat 1962. szeptember 21-én sugárzott epizódja, a One Tiger to a Hill című Astoriában játszódik.
A The Ataris pop-punk banda  So Long, Astoria albumának első száma a Kincsvadászokra utal. Az album hátsó borítóján több Astoriában készült fotó is látható, például a víztorony lerombolásáról szóló 2002-es újságcikkből.

## Az Astoria nevet viselő hadihajók

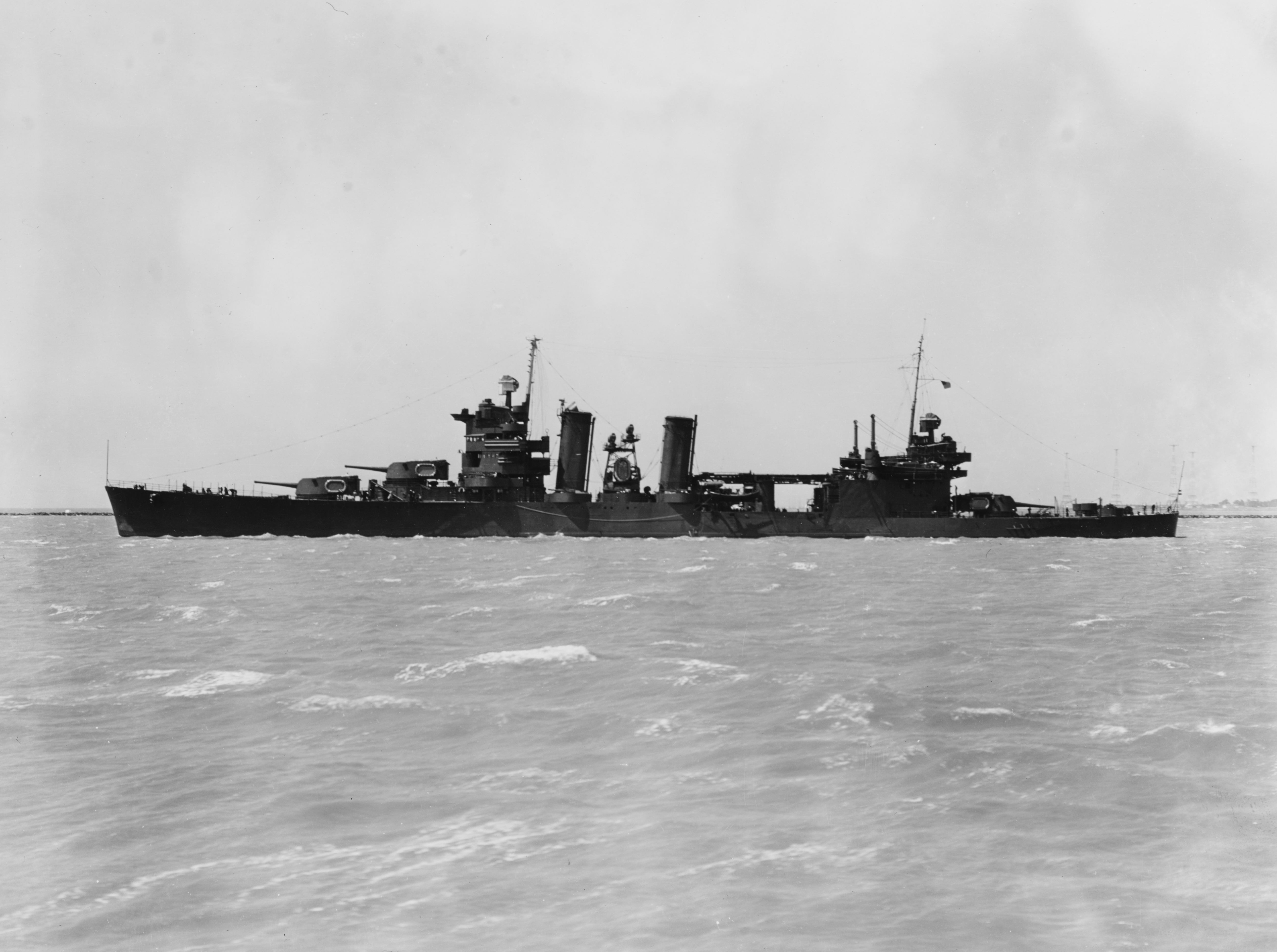
USS Astoria CA-34

Két hadihajót is USS Astoriának hívnak: egy New Orleans-i CA-34-est és egy clevelandi CL-90-est. Előbbi 1942 augusztusában, a második világháború savo-szigeti tengeri csatájában megsemmisült, az utóbbit pedig 1949-ben leállították, majd 1979-ben elbontották.

## Múzeumok és egyéb érdekes helyek
- Astoriai regionális repülőtér – a várostól 5 km-re délnyugatra található, a kikötő tulajdonában álló repülőtér
- Astoria Riverfront Trolley – a korábban teherforgalom által használt vasúti pályán közlekedő, felsővezeték nélküli nosztalgiavillamos
- Astoria Column – kilátó a Coxcomb-hegyen, a város legmagasabb pontján
- Captain George Flavel House Museum – egy korábbi lakóházból kialakított múzeum
- Coast Guard Air Station Astoria – a partiőrség légibázisa
- Clatsop-homokföveny – homokföveny a 101-es út mentén
- Columbia River Maritime Museum – a környező vizek történetét bemutató múzeum
- Oregon Film Museum – az Oregonban forgatott filmeket bemutató múzeum

## Testvérváros
- Walldorf (Baden), Németország[53][54]

## Nevezetes személyek
- Albin W. Norblad – ügyvéd
- Armand Lohikoski – színész, rendező
- Augustus C. Kinney – orvos, tudós
- Bobby Anet – kosárlabdaedző
- Brian Bruney – baseball-dobójátékos
- Carl W. Leick – építész
- Clark Gable – színész
- Consuelo Kanaga – fotós
- Darell Hanson – iowai politikus
- Del Bjork – focista
- Duane Jarvis – zenész
- Eric Zener – festő
- Gary Wilhelms – képviselő
- Holly Madison – modell
- Jerry Gustafson – focista
- Jona Bechtolt – zenész
- Jordan Poyer – focista
- Ken Raymond – kémikus
- Kenneth Koe – kémikus
- Kerttu Nuorteva – szovjet hírszerző
- Leroy E. „Ed” Parsons – a kábeltévé feltalálója
- Mailia Nurmi – hosztesz
- Marie Dorion – felfedező
- Michael Hurley – énekes, szövegíró
- Ranald MacDonald – az első Japánban tanító angoltanár
- Robert Lundeen – üzletember
- Royal Nebeker – festő
- Sacagawea – indián felfedezőnő
- Santeri Nuorteva – szocialista politikus és újságíró, Kerttu Nuorteva apja
- Stanley Paul Young – biológus
- Wally Johansen – kosárlabdaedző

## Szakirodalom
- Herbert C. Ebeling: Johann Jakob Astor. Walldorf (Baden): Astor-Stiftung. 1998.  ISBN 3-00-003749-7
- Karen L. Leedom: Astoria: An Oregon History. Astoria (Oregon): Rivertide Publishing. 2008.  ISBN 978-0-9826252-1-7
- Elma MacGibbon: Leaves of knowledge. Spokane (Washington): Shaw & Borden Co.

## Fordítás
Ez a szócikk részben vagy egészben  az   Astoria, Oregon című angol Wikipédia-szócikk ezen változatának fordításán alapul.  Az eredeti cikk szerkesztőit annak laptörténete sorolja fel. Ez a jelzés csupán a megfogalmazás eredetét és a szerzői jogokat jelzi, nem szolgál a cikkben szereplő információk forrásmegjelöléseként.